# مات فاغنر
مات فاغنر (بالإنجليزية: Matt Wagner)‏ هو فنان قصص مصورة أمريكي، ولد في 9 أكتوبر 1961 في بنسيلفانيا في الولايات المتحدة.